# Nigéria nos Jogos Olímpicos de Verão de 1992
A Nigéria competiu nos Jogos Olímpicos de Verão de 1992 em Barcelona, Espanha.

## Medalhistas

### Prata
- Oluyemi Kayode, Olapade Adeniken, Davidson Ezinwa, Chidi Imoh, e Osmond Ezinwa (eliminatórias) — Atletismo, Revezamento 4x100 metros masculino

- David Izonritei — Boxe, Peso pesado

- Richard Igbineghu — Boxe, Peso super-pesado

### Bronze
- Beatrice Utondu, Faith Idehen, Mary Onyali e Christy Opara Thompson — Atletismo, Revezamento 4x100 metros feminino

## Resultados por Evento

### Atletismo
Revezamento 4x400 metros masculino
- Udeme Ekpeyong, Emmanuel Okoli, Hassan Bosso, e Sunday Bada
  - Eliminatória — 3:00.39
  - Final — 3:01.71 (→ 5º lugar)

### Boxe
Peso Mosca (– 51 kg)
- Moses Malagu
  - Primeira rodada – Derrotou Richard Buttimer (IRL), 12:8
  - Segunda rodada – Perdeu para Raúl González (CUB), RSC-2

Peso Galo (– 54 kg)
- Mohammed Sabo
  - Primeira rodada – Derrotou Robert Ciba (POL), RSC-3
  - Segunda rodada – Derrotou Chatree Suwanyod (THA), 16:7
  - Quartas-de-final – Perdeu para Wayne McCullough (IRL), 13:31

Peso Leve (– 60 kg)
- Moses Odion
  - Primeira rodada – Derrotou Janos Petrovics (HUN), 18:8
  - Segunda rodada – Perdeu para Oscar De La Hoya (USA), 4:16

Peso Meio-médio ligeiro (– 63.5 kg)
- James Mozez
  - Primeira rodada – Perdeu para Arlo Chavez (PHI), 6:12

Peso Meio-médio (– 67 kg)
- Tajudeen Sabitu
  - Primeira rodada – Perdeu para Francisc Vaştag (ROM), 0:9

Peso Médio-ligeiro (– 71 kg)
- David Defiagbon
  - Primeira rodada – Perdeu para Raúl Márquez (USA), 7:8

Peso Meio-pesado (– 81 kg)
- Jacklord Jacobs
  - Primeira rodada – Bye
  - Segunda rodada – Perdeu para Rostislav Zaulichniy (EUN), 8:16

Peso Pesado (– 91 kg)
- David Izonritei →  Medalha de Prata
  - Primeira rodada – Bye
  - Segunda rodada – Derrotou Morteza Shiri (IRN), RSC-3 (01:35)
  - Quartas-de-final – Derrotou Kirk Johnson (CAN), 9:5
  - Semifinal – Derrotou David Tua (NZL), 12:7
  - Final – Perdeu para Félix Savón (CUB), 1:14

Peso Super-pesado (+ 91 kg)
- Richard Igbineghu →  Medalha de Prata
  - Primeira rodada – Bye
  - Segunda rodada – Derrotou Liade Alhassan (GHA), WO
  - Quartas-de-final – Derrotou Gitas Juskevicius (LTU), KO-2
  - Semifinal – Derrotou Svilen Rusinov (BUL), 9:7
  - Final – Perdeu para Roberto Balado (CUB), 2:13

### Handebol

#### Competição por equipes feminina
- Fase preliminar (Group A)
  - Nigéria – Alemanha 17-32
  - Nigéria – Equipe Unificada 18-26
  - Nigéria – Estados Unidos 21-23
- Partida de Classificaçãol
  - 7º-8º lugar: Nigéria – Espanha 17-26 (→ Oitavo e último lugar)
- Elenco
  - Angela Ajodo
  - Justina Akpulo
  - Justina Anyiam
  - Uzoma Azuka
  - Barbara Diribe
  - Eunice Idausa
  - Chiaka Lauretta Ihebom
  - Mary Ihedioha
  - Agustina Nikechi Abi
  - Mary Nwachukwu
  - Immaculate Nwaogu
  - Ngozi Opara
  - Auta Olivia Sana
  - Mary Soronadi
  - Victoria Umunna
  - Bridget Yamala Egwolosan
- Treinador: Anthony Atusu

### Natação
50 metros livre masculino
- Musa Bakare
  - Eliminatória – 24.13 (→ não avançou, 41º lugar)

100 metros borboleta masculino
- Musa Bakare
  - Eliminatória – 58.36 (→ não avançou, 52º lugar)

50 metros livre feminino
- Joshua Ikhaghomi
  - Eliminatória – 27.53 (→ não avançou, 39º lugar)

100 metros livre feminino
- Joshua Ikhaghomi
  - Eliminatória – 1:00.72 (→ não avançou, 42º lugar)